# Kuehneodontinae
Kuehneodontinae è una sottofamiglia di mammiferi estinti appartenente all'ordine dei Multituberculata e databili tra il tardo Giurassico e il primo Cretaceo. I Kuehneodontinae sono membri del sottordine dei Plagiaulacida, cioè i più primitivi tra i multitubercolati, che sono stati suddivisi in due sottofamiglie (Paulchoffatiinae), da G. Hahn nel 1971. Il nome ("dente di Kühne") gli è stato dato in onore del paleontologo tedesco Walter Kühne, scopritore del sito stratigrafico di Guimarota in Portogallo dove fu ritrovata la maggior parte dei fossili riconducibili a questo taxon tra gli anni '50 e '60.
Questa sottofamiglia è costituita al momento da un solo genere, Kuehneodon, che comprende sette specie:

## Tassonomia
Sottoclasse  †Allotheria Marsh, 1880
- Ordine †Multituberculata Cope, 1884:
  - Sottordine †Plagiaulacida Simpson, 1925
    - Famiglia †Paulchoffatiidae Hahn, 1969
      - Sottofamiglia †Kuehneodontinae Hahn, 1971
        - Genere †Kuehneodon Hahn, 1969
          - Specie †K. dietrichi Hahn, 1969
          - Specie †K. barcasensis Hahn & Hahn, 2001
          - Specie †K. dryas Hahn, 1977
          - Specie †K. guimarotensis Hahn, 1969
          - Specie †K. hahni Antunes, 1988
          - Specie †K. simpsoni Hahn, 1969
          - Specie †K. uniradiculatus Hahn, 1978